# Епархия Сальтильо
Епархия Сальтильо (лат. Dioecesis Saltillensis) — епархия Римско-Католической церкви с центром в городе Сальтильо, Мексика. Епархия Сальтильо входит в митрополию Монтеррея. Кафедральным собором епархии Сальтильо является церковь святого Иакова.

## История
23 июня 1891 года Святой Престол учредил епархию Сальтильо, выделив её из епархии Линареса-Нуэво-Леона, которая в этот же день была переименована в епархию Монтеррея и возведена в ранг архиепархии.
19 июня 1957 года и 8 января 2003 года епархия Сальтильо передала часть своей территории новым епархиям Торреона и Пьедрас-Неграса.

## Ординарии епархии
- епископ Santiago de los Santos Garza Zambrano (19.01.1893 — 3.02.1898);
- епископ José María de Jesús Portugal y Serratos (28.11.1898 — 8.03.1902);
- епископ Jesús María Echavarría y Aguirre (9.12.1904 — 5.04.1954);
- епископ Luis Guízar y Barragán (5.04.1954 — 11.10.1975);
- епископ Francisco Raúl Villalobos Padilla (4.10.1975 — 30.12.1999);
- епископ José Raúl Vera López (30.1.1999 — 21.11.2020, в отставке);
- епископ Hilario González García (21.11.2020 — по настоящее время).

## Источник
- Annuario Pontificio, Ватикан, 2005